# 原口弥生
原口 弥生（はらぐち やよい、1965年3月1日 - ）は、大阪府豊中市出身の女優。身長161cm。趣味は料理と手芸。特技は陸上競技の走幅跳。

## 来歴
豊中市で生まれるが、箕面市で育った。スチュワーデス志望で、英語を学ぶために関西外国語短大に進んだ。1年の時に東京見物のついでに出場した東大駒場祭のアイドルコンテストで、準グランプリにあたるフォトジェニック賞に選出された。1984年にはTBSのドラマ『ぼくたちの疾走』で東大を目指す女子高生役の出演を持ちかけられて、芸能界デビューを果たした。続いて出演したフジテレビのドラマ『青い瞳の聖ライフ』では優等生役を演じた。
1984年10月から翌年3月まで文化放送の深夜番組『ミスDJリクエストパレード』の木曜日を担当した。｢ラジオは以前からやりたかったの。自分の声って好きじゃなかったけど、声がカワイイっていわれた時はうれしかったー！女のコのはがきも多いんですよ｣と述べている。
1985年にはテレビ朝日のドラマ『私鉄沿線97分署』で渡哲也扮する検視官の助手の役を演じた。昔から渡の大ファンだったこともあり、｢あこがれの人と共演できて、しかも出番がいつも一緒だなんて夢みたいです｣とコメントしている。

## 主な出演

### テレビドラマ
- ぼくたちの疾走（1984年、TBS）
- 青い瞳の聖ライフ（1984年、フジテレビ）- みどり 役
- 私鉄沿線97分署（1985年、テレビ朝日）- 新庄めぐみ 役
- ただいま絶好調! 第1話「十番街の野郎ども」（1985年、テレビ朝日）
- 火曜サスペンス劇場｢スキャンダル｣ （1988年、日本テレビ）